# Dave Dion
Pas d'image ? Cliquez ici
Dave Dion est un pilote automobile de stock-car né le 30 novembre 1943 à Hudson, New Hampshire aux États-Unis. Surnommé "Dynamite", il a été une figure marquante du stock-car en Nouvelle-Angleterre pendant plus de 40 ans. Il a remporté au moins une fois presque toutes les courses importantes du nord-est des États-Unis, dont trois fois le Oxford 250 en 1975, 1985 et 1992.
Parmi ses faits d'armes, notons ses 20 victoires en Nascar North/ACT Pro Stock Tour, ses 13 victoires en Nascar Busch East Series (maintenant connue sous le nom Nascar K&N Pro Series East), son championnat dans cette même série en 1996, et ses championnats de piste à Norwood Arena au Massachusetts en 1972, à Thunder Road en 1975 et 1977, et à Catamount Stadium en 1975.
Il compte 12 départs en Nascar Sprint Cup, alors connue sous le nom Winston Cup entre 1978 et 1983. Son meilleur résultat est une 9e place au Richmond International Raceway en 1980. Aussi neuf départs en Nascar Busch Series, maintenant connue sous le nom Nationwide Series. Son meilleur résultat est une 2e place à Oxford en 1987.